# Ecología de reconciliación

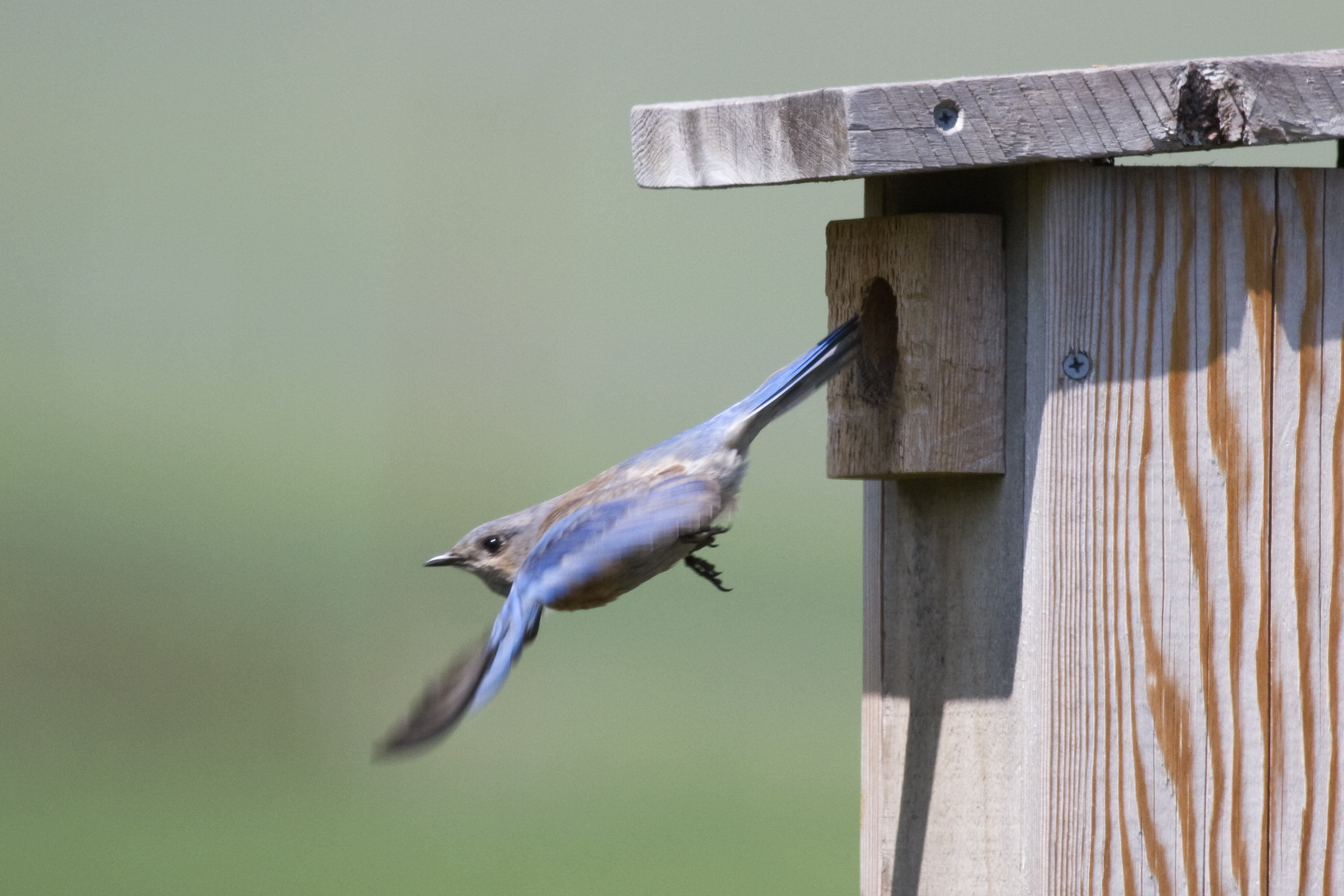
La acción humana que facilita propiciando las condiciones para la reintegración de especies silvestres en paisajes modificados por la acción humana.

La ecología de reconciliación es la ciencia que trata de la acomodación de especies silvestres en paisajes modificados u ocupados por el hombre. Mantiene que la protección de la vida salvaje o estas especies silvestres (en las áreas naturales), aunque necesaria, no es suficiente para preservar la biodiversidad debido al gran tamaño del área y espacio requerido por un diverso rango de especies para sobrevivir a largo plazo. El concepto ha sido popularizado por el ecologista Michael Rosenzweig en su libro Win-Win Ecology (Ecología del Ganar-Ganar.)
- Datos: Q614335